# Arvind Kejriwal

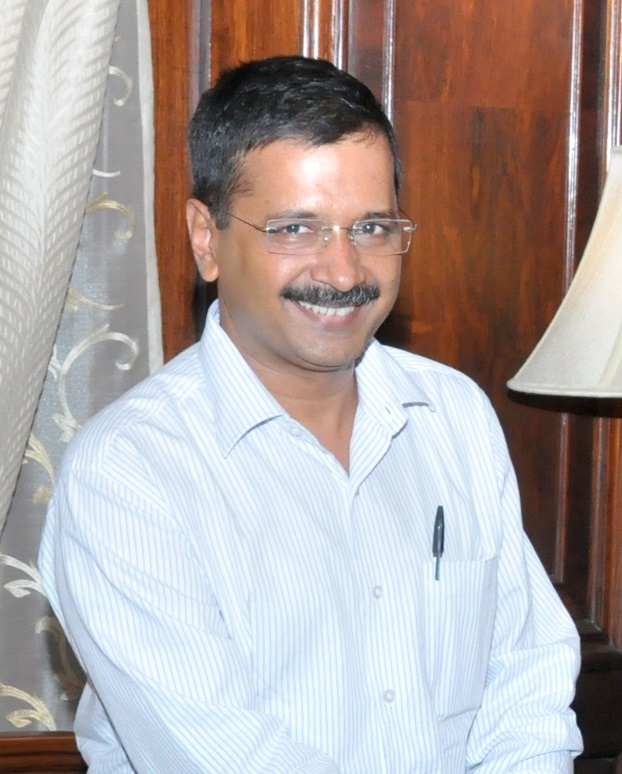
Arvind Kejriwal, 2016

Arvind Kejriwal (Hindi अरविंद केजरीवाल; * 16. August 1968 in Siwani, Haryana) ist ein indischer Politiker der Aam Aadmi Party (AAP). Er wurde am 28. Dezember 2013 Chief Minister (Regierungschef) des Unionsterritoriums Delhi und trat am 14. Februar 2014 aus Protest zurück, nachdem ein von ihm initiiertes Antikorruptionsgesetz im Parlament blockiert worden war.
Bei den Wahlen zum Regionalparlament von Delhi im Februar 2015 erreichte die AAP unter seiner Führung 54,3 % der Stimmen und 67 von 70 Wahlkreisen. Kejriwal wurde daraufhin zum zweiten Mal zum Chief Minister gewählt.
Kejriwal trat am 3. Januar 2022 bei einem Wahlkampfauftritt ohne Maske gegen die COVID-19-Pandemie in Indien auf. Einen Tag später gab er bekannt, dass er sich infiziert habe.
Kejriwal wurde am 22. März 2024  im Zusammenhang mit der Liberalisierung des Verkaufs von Alkohol Korruption vorgeworfen. Die Opposition sieht darin eine Kampagne der Regierung vor der Parlamentswahl Mitte April.